# Dani Clos
Pour les articles homonymes, voir Clos.
Dani Clos, né le 23 octobre 1988 à Barcelone, est un pilote automobile espagnol. 

## Carrière
- 2005 : Championnat d'Europe de Formule Renault : 34e
  - Championnat d'Italie de Formule Renault : 17e
- 2006 : Championnat d'Europe de Formule Renault : 7e
  - Championnat d'Italie de Formule Renault : Champion
- 2007 : Formule 3 Euro Series : 13e
- 2008 : Formule 3 Euro Series : 14e
- 2009 : GP2 Series : 21e
- 2010 : GP2 Series avec Racing Engineering, 4e (1 victoire)
  -  : GP2 Asia Series avec Trident Racing, non classé
- 2011 : GP2 Asia Series avec Racing Engineering, 9e (1 victoire)
- 2012 : Pilote d'essai en Formule 1 avec HRT Formula One Team